# Гай Юлий Юл (консул 482 пр.н.е.)
Вижте пояснителната страница за други личности с името Гай Юлий Юл.
Гай Юлий Юл (на латински: Gaius Iulius Iullus; Gaius Julius C.f. L.n. Julus; † 5 век пр.н.е.) e римски консул през 482 пр.н.е.

## Произход и кариера
Той е от род Юлии. Син е на Гай Юлий Юл (консул 489 пр.н.е.) и брат на Вописк Юлий Юл (консул през 473 пр.н.е.). Баща е на Гай Юлий Юл (консул през 447, 435, 434 пр.н.е.).
Неговият колега е Квинт Фабий Вибулан. През това време Рим сключва алианс с Черветери, конкурент на Вейи. През 451 пр.н.е. Гай Юлий Юл е в първия децемвират заедно с Публий Сестий Капитолин Ватикан.